# Antsiranana
Antsiranana, llamada Diego Suárez hasta 1975, es una ciudad en el punto noreste (NE) de Madagascar, en la región de Diana; es además capital de la misma. Fue una colonia francesa a fines del siglo XIX. En 2014 tenía 125 103 habitantes.

## Historia

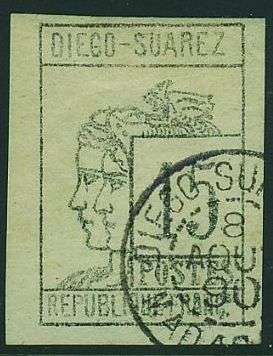
Estampilla de 1890.

Diogo Soares (en portugués) fue un navegante que visitó en 1543 la actual Bahía de Antsiranana, este fue el motivo para que la ciudad llevara su nombre en forma oficial hasta 1975.
En los años 1880, la bahía fue codiciada por Francia, que buscaba usarla como una estación de carbón para barcos de vapor. El 17 de septiembre de 1885 la reina Ranavalona III firmó un tratado por el que dio a Francia un protectorado que incluía la bahía y el territorio circundante así como también las islas de Nosy Be y Ste. Marie de Madagascar. La colonia vendió sus propios sellos postales de 1890 a 1894, de los que llegó a imprimir 60 tipos distintos. La administración de la colonia pasó a estar incluida dentro de la de Madagascar en 1896.
Diego Suárez fue uno de los puntos por donde comenzó en 1942 la invasión de las fuerzas británicas a Madagascar, durante la Segunda Guerra Mundial, arrebatándole al régimen francés de Vichy esta importante posesión.